# Hypsoropha hormos
Hypsoropha hormos är en fjärilsart som beskrevs av Jacob Hübner 1818. Hypsoropha hormos ingår i släktet Hypsoropha och familjen nattflyn. Inga underarter finns listade i Catalogue of Life.